# Winston Duke
Winston Duke (Argyle, 15 novembre 1986) è un attore trinidadiano naturalizzato statunitense.

## Biografia
Winston Duke è nato ad Argyle, Tobago ed è emigrato negli Stati Uniti con la madre e la sorella quando aveva appena nove anni. Si è poi laureato alla Brighton High School di Rochester. Duke ha iniziato a recitare in produzioni teatrali come la Portland Stage Company e la Yale Repertory Theatreper, dove ha conosciuto Lupita Nyong'o. Approda sul piccolo schermo nel 2014 con il suo primo vero ruolo in una produzione, l'atleta Cedric Jones nella serie televisiva poliziesca Law & Order - Unità vittime speciali.
In seguito è la volta del suo primo ruolo importante, questa volta nella serie televisiva Person of Interest, dove interpreta il boss nascente della Fratellanza, Dominic Besson, rivale di Carl Elias. Nel 2018 debutta sul grande schermo nel film del Marvel Cinematic Universe Black Panther, nel ruolo dell'anti-eroe M'Baku, rivale della Pantera Nera. Duke riprende il medesimo ruolo nelle pellicole successive del franchise, Avengers: Infinity War, sempre nello stesso anno, Avengers: Endgame nel 2019 e Black Panther: Wakanda Forever nel 2022.

## Filmografia

### Attore

#### Cinema
- Black Panther, regia di Ryan Coogler (2018)
- Avengers: Infinity War, regia di Anthony e Joe Russo (2018)
- Noi (Us), regia di Jordan Peele (2019)
- Avengers: Endgame, regia di Anthony e Joe Russo (2019)
- Spenser Confidential, regia di Peter Berg (2020)
- Nine Days, regia di Edson Oda (2020)
- Black Panther: Wakanda Forever, regia di Ryan Coogler (2022)
- The Fall Guy, regia di David Leitch (2024)

#### Televisione
- Law & Order - Unità vittime speciali (Law & Order: Special Victims Unit) – serie TV, episodio 15x16 (2014)
- Person of Interest – serie TV, 7 episodi (2014-2015)
- The Messengers – serie TV, episodi 1x11-1x12-1x13 (2015)
- Major Crimes – serie TV, episodio 4x17 (2015)
- Modern Family – serie TV, episodi 8x03-8x04-8x07 (2016)

### Produttore
- Nine Days, regia di Edson Oda (2020)

## Doppiatori italiani
Nelle versioni in italiano delle opere in cui ha recitato, Winston Duke è stato doppiato da:
- Marco Fumarola in Black Panther, Avengers: Infinity War, Avengers: Endgame, Spenser Confidential, Black Panther: Wakanda Forever, Nine Days
- Andrea Mete in Law & Order - Unità vittime speciali
- Francesco De Francesco in Person of Interest
- Massimo Bitossi in The Messengers
- Carlo Scipioni in Major Crimes
- Manuel Meli in Modern Family
- Nanni Baldini in Noi
- Ruggero Andreozzi in The Fall Guy